# Louis-Antoine de Bougainville
Louis-Antoine, comte de Bougainville (født 12. november 1729 i Paris, død 31. august 1811) var en fransk opdagelsesrejsende og admiral. Han var samtidig med James Cook og blev berømt for sine ekspeditioner til Falklandsøerne og sin udforskning af Stillehavet.